# No. 4 Airfield Construction Squadron RAAF
Le No. 4 Airfield Construction Squadron RAAF est un squadron de la Royal Australian Air Force (RAAF).

## Histoire
Le No.  Airfield Construction Squadron RAAF est créée en juin 1942 pour participer à la Seconde Guerre mondiale dans le cadre de la guerre du Pacifique. L'unité est dissoute après la guerre en novembre 1945.